# Kapustin Jar
Kapustin Jar (rusky Капустин Яр), dříve nazývaná také Stancija Volgograd, je raketová zkušební základna určená mj. pro starty raket, sond a družic, vybudovaná v Sovětském svazu po II. světové válce. Má přidělenou zkratku KJ. Poloha základny je totožná s uzavřeným městem Znamenskem na severozápadě Astrachaňské oblasti Ruské federace, které bylo vybudováno jako zázemí pro provoz zmíněné základny.
Oficiální název byl zprvu Ústřední vědecko-výzkumný polygon Ministerstva ozbrojených sil SSSR (rusky Центральный научно-испытательный полигон Министерства вооруженых сил СССР), později 4. státní ústřední polygon (4. GCP,rusky 4-й Государственный центральный полигон (4-ГЦП)), v současnosti 4. státní zkušební polygon MO RF (rusky 4-й Государственный межвидовый испытательнй полигон МО РФ).

## Umístění

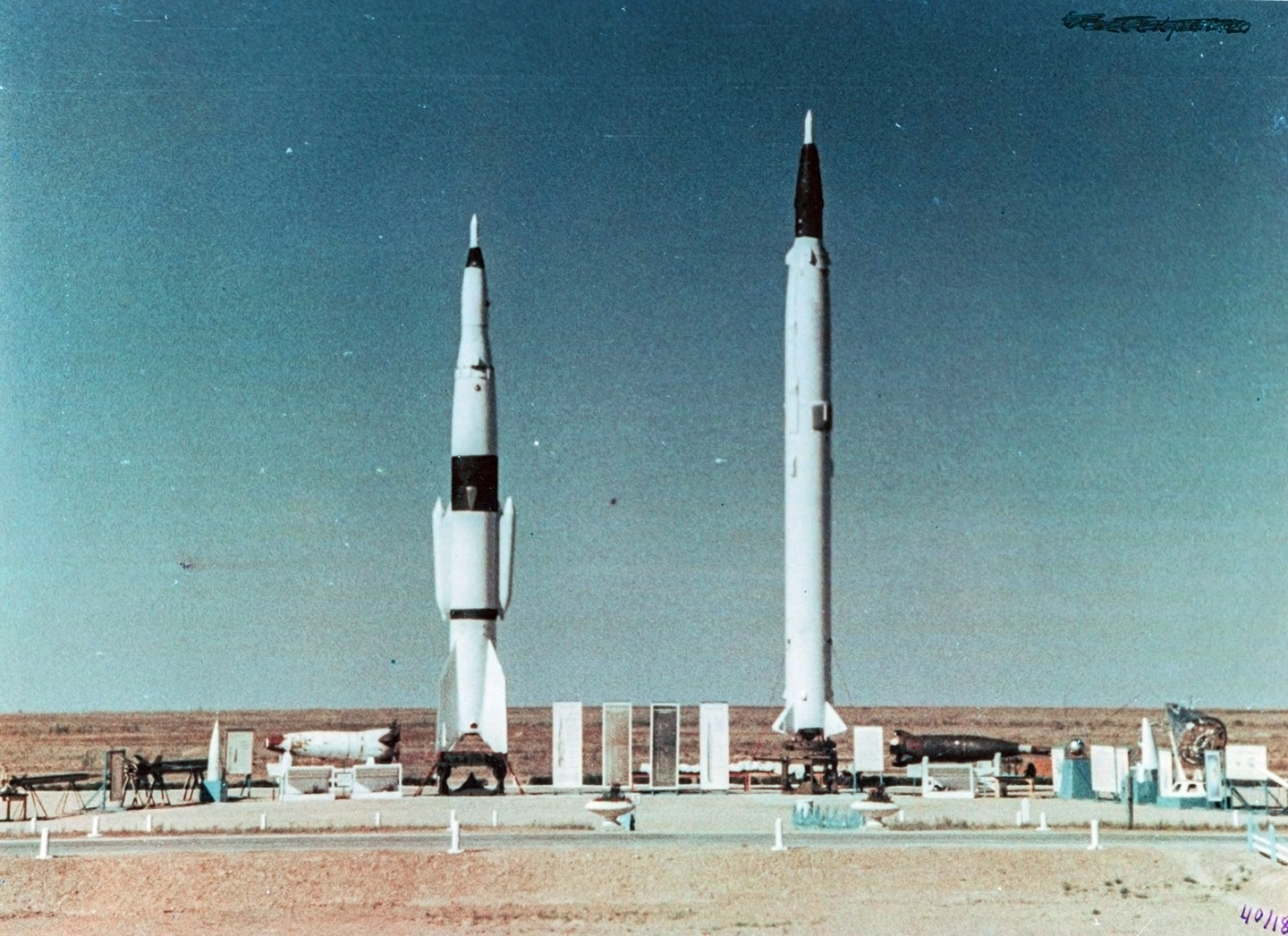
Sondážní rakety na polygonu Kapustin Jar

Základna byla postavena zhruba 150 km na jihovýchod od města Volgograd. Střelecký sektor (plocha dopadu zbytků raket a těles) je orientován směrem k Aralskému jezeru, tedy na východ. Jedná se o základnu malou, celý komplex je umístěn na ploše 96x65 km blízko města Znamenska.

## Historie

### Rakety pro vojáky
O založení raketové střelnice bylo rozhodnuto 13. května 1946. Stalin rozhodl, že ukořistěné německé rakety nelze zkoušet v Německu, proto bylo nutné postavit základnu novou v Rusku. Skupina generálmajora Vasilije Ivanoviče Voznjuka provedla výběr vhodných míst, ve finále zůstaly dvě alternativy - Kapustin Jar v Astrachaňské oblasti a stanice Naurskaja Grozněnské oblasti.
Vojáci považovali z hlediska dopravy, financí i nároků na přesidlování obyvatelstva ze střeleckého sektoru za výhodnější Naurskou. Přesto byl rozhodnutím vlády a ÚV z 3. června 1947 vybrán Kapustin Jar, generál Vozňjuk se stal prvním náčelníkem polygonu.
Výstavba začala 20. srpna 1947 a už 18. října odstartovala první balistická raketa v Sovětském svazu, šlo o německou V-2. Testovány byly rakety R-1 (poprvé úspěšně 17. září 1948), R-2, R-5, R-12, R-14 a mnoho dalších. Na základnu často dojížděli ruští konstruktéři raket, mj. i Sergej Koroljov a Valentin Gluško, kteří měli svou vývojovou kancelář v Podlipkách - Kaliningradu (dnes město Koroljov). Od roku 1947 startovaly z Kapustin Jaru i rakety geofyzikální (první byla V-2 vybavená vědeckými přístroji) a meteorologické.
Do založení kosmodromu Bajkonur byl Kapustin Jar jediným místem zkoušek balistických raket v SSSR. Když se Koroljov rozhodl pro stavbu mezikontinentální vícestupňové rakety R-7, bylo nutné hledat a vybudovat základnu větší. Proto byl vybudován v roce 1955 odlehlý kosmodrom Bajkonur. Kapustin Jar však zůstal v provozu.

### Rakety pro kosmos
První úspěšný start kosmického nosiče proběhl 16. března 1962 (po neúspěšných pokusech 21. října a 21. prosince 1961), raketa Kosmos-2 tehdy vynesla družici Kosmos 1. Kosmodrom byl používán pro starty menších vědeckých družic programů Kosmos, od roku 1969 Interkosmos i zahraničních (indické Ariabhata a Bhaskara, francouzská Signe 3). Družice byly vynášeny raketami Kosmos-2, -2M a -3M. V 80. letech zde probíhaly rovněž zkoušky modelů raketoplánu BOR. Celkem do konce roku 2008 z kosmodromu odstartovalo 101 kosmických nosičů, z toho 85 úspěšně.
Snížení počtu vypouštěných malých družic a takřka úplné přerušení zkoušek raket středního doletu po podepsání odzbrojovacích dohod 80. let vedly k uzavření a zakonzervování kosmodromu roku 1988.
Po desetileté pauze byl roku 1998 obnoven provoz základny 28. dubna 1999 po dlouhé době vynesla raketa Kosmos-3M družice ABRIXAS a MegSat-0. Téhož roku byly do Kapustin Jaru přemístěny útvary z raketových střelnic z Emby a Sary-Šaganu. Na další kosmický start Kapustin Jar čekal do 19. června 2008 kdy raketa Kosmos-3M vynesla sérii šesti telekomunikačních družic Orbcomm.
Dne 28. prosince 2013 byla ze základny vystřelena v rámci testování starší mezikontinentální balistická raketa Topol (SS-25), která dopadla do stanoveného cíle.